# De helaasheid der dingen
De helaasheid der dingen (prt: A Inevitabilidade das Coisas; bra: Os Infelizes) é um filme de comédia dramática batavo-belga de 2009 dirigido por Felix Van Groeningen, com roteiro de Christophe Dirickx e do próprio diretor baseado no romance semiautobiográfico homônimo de Dimitri Verhulst.
Foi selecionado como representante da Bélgica à edição do Oscar 2010, organizada pela Academia de Artes e Ciências Cinematográficas.[carece de fontes?]

## Recepção crítica
Para o crítico do NYT Manohla Dargis, o filme é bem-sucedido ao mostrar a evolução do personagem Gunther.

## Elenco
- Koen De Graeve
- Pauline Grossen
- Johan Heldenbergh